# Robert Ayton
Robert Ayton (Kinaldy, Escocia, 1570-Londres, Inglaterra, 28 de febrero de 1638) o Aytoun fue un poeta escocés. Se trata del primer escocés que utilizó el inglés estándar en sus creaciones literarias.

## Biografía
Ayton era el hijo de Ayton de Kincaldie, en Fife. Después de graduarse en Saint Andrews, estudió derecho en París, y se convirtió en embajador del Emperador, teniendo otras oficinas de juzgados.
Escribió poemas en varios idiomas, entre los que se incluyen el latín, el griego, el francés, y el inglés, siendo uno de los primeros escoceses en escribir en idioma inglés. Su obra más destacada es Diophantus and Charidora.
Inconstancy Upbraided es, posiblemente, el mejor de sus poemas breves. También se cree que es autor del poema Old Long Syne, el cual inspiró al poeta Robert Burns para la creación de Auld Lang Syne.